# Aartsbisdom Veszprém
Het Aartsbisdom Veszprém (Latijn: Archidioecesis Veszprimiensis, Hongaars: Veszprémi főegyházmegye) is een in Hongarije gelegen rooms-katholiek aartsbisdom met zetel in de stad Veszprém. De aartsbisschop van Kalocsa-Kecskemét is metropoliet van de kerkprovincie Veszprém waartoe ook de volgende suffragane bisdommen behoren:
- Bisdom Kaposvár
- Bisdom Szombathely

Aangenomen wordt dat het bisdom werd gesticht in 1009 door koning Stefanus I van Hongarije. Het bisdom was oorspronkelijk suffragaan aan het aartsbisdom Esztergom. In 1992 werd Veszprém verheven tot aartsbisdom. De huidige aartsbisschop is Gyula Márfi.

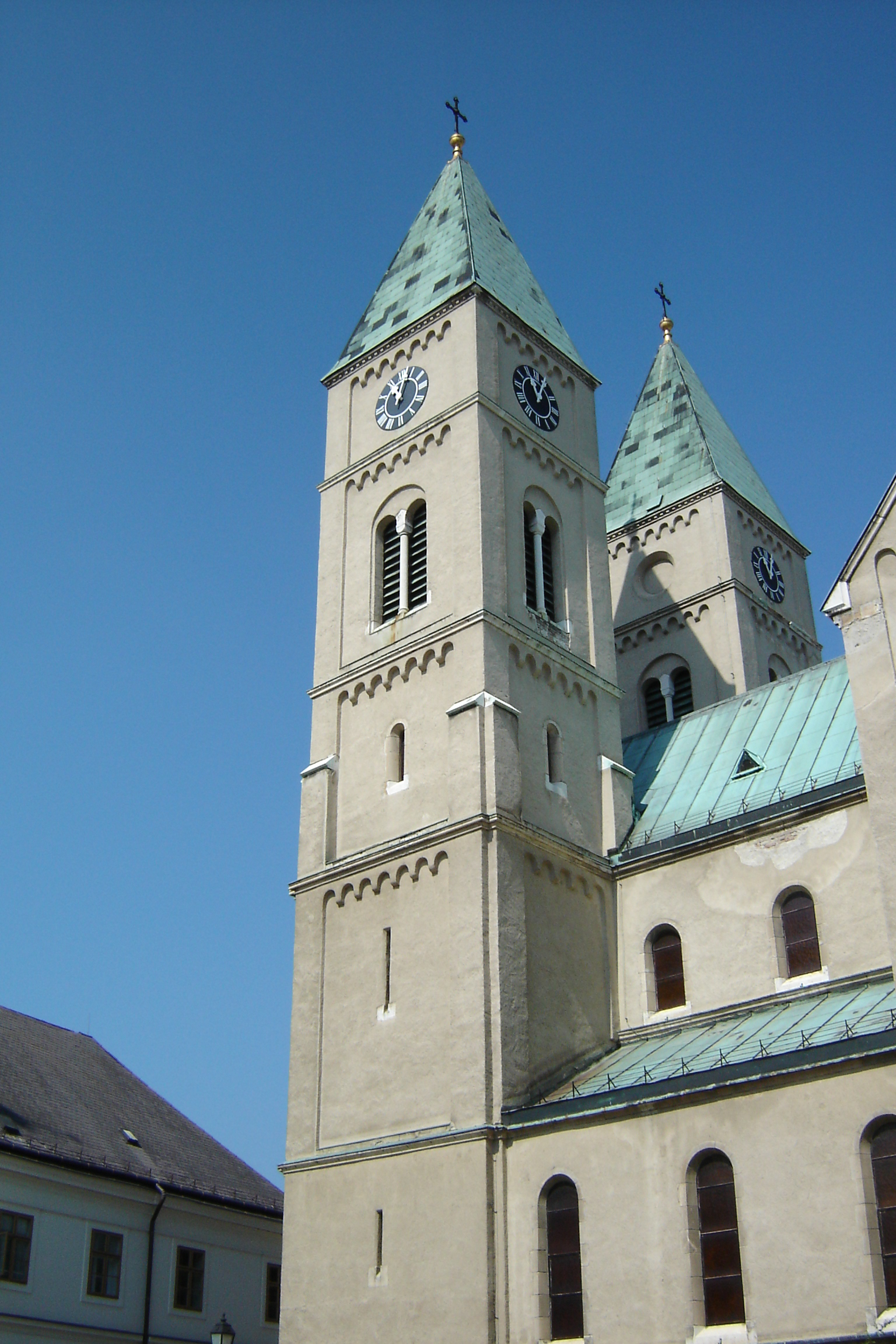
Sint Michaëlskathedraal van Veszprém
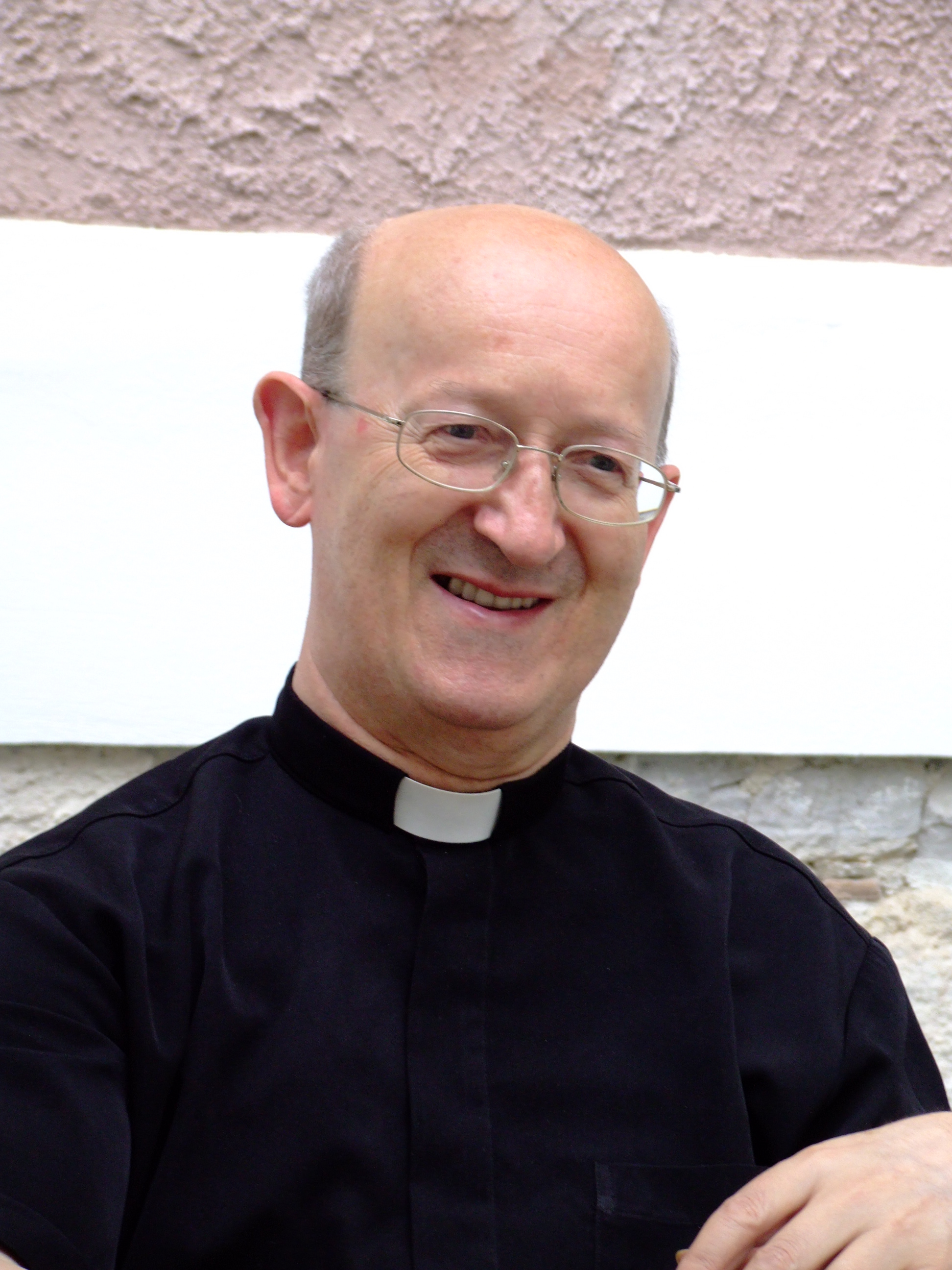
Aartsbisschop Gyula Márfi